# Afro-bolivianisches Königshaus

Afro-bolivianische Flagge

Wappen Julio Pinedos als Großmeister des Königlichen Verdienstordens von Prinz Uchicho

Das Afro-bolivianische Königshaus (spanisch Casa Real Afroboliviana) ist eine in Bolivien anerkannte Zeremonialmonarchie. Das Königshaus der Familie Pinedo wird von der bolivianischen Regierung als althergekommene Führer der afro-bolivianischen Gemeinschaft angesehen. Die Mitglieder des Königshauses sollen Nachkommen der Dynastie einer alten afrikanischen Monarchie sein.

## Geschichte
Der Gründer des Königshauses, Prinz Uchicho, war angeblich Sohn des Königs eines Stammes im Senegal, nach anderen Quellen stammte er aus dem Kongo. Er wurde als Sklave um 1820 mit einem der letzten Sklavenschiffe aus Afrika verschleppt und zur Hacienda des Marquis de Pinedo in der Gegend von Yungas im heutigen Departamento La Paz gebracht und verkauft. Von anderen Sklaven wurde er als aus königlichem Haus stammend erkannt, weil er auf seinem Körper Tätowierungen trug, die nur Mitglieder königlicher Familien hatten. 1823 wurde Uchicho gekrönt. 1826 schaffte Bolivien die Sklaverei formell ab.
Ihm folgte im Königshaus Prinz Bonifaz, der den Familiennamen Pinedo des Besitzers der Plantage annahm, wie dies früher Brauch war.
Auf König Bonifaz folgte Don José (auch: Joseph) und dann Bonifacio Pinedo. Nach Bonifacios Tod 1954 wurde das Königshaus von seiner ältesten Tochter, Doña Aurora, geführt. Julio Pinedo, der älteste Sohn von Aurora, erhielt 1992 den Königstitel, und sein Status und das königliche Haus wurden 2007 vom bolivianischen Staat offiziell anerkannt.
Die afrobolivianische Bevölkerungsgruppe zählt erst seit der Verfassungsänderung 2009 zu den 36 anerkannten Minderheiten im Land. Diese Minderheit der Afro-Bolivianer umfasst etwa 26.000 Menschen (0,24 % der Bevölkerung Boliviens).

## Afro-bolivianische Monarchen

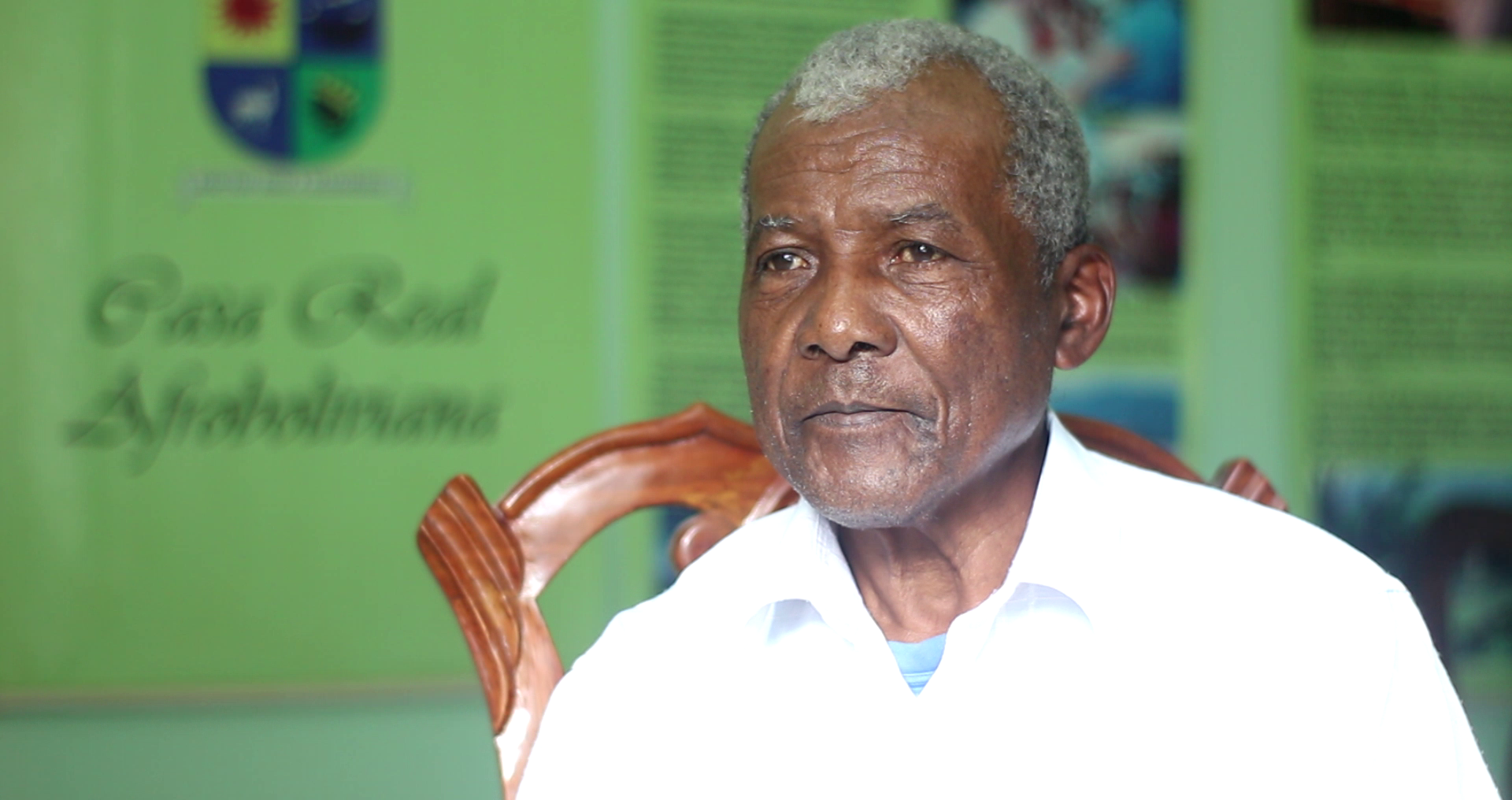
Julio Pinedo

- Uchicho Pinedo, Monarch von 1832 bis zu seinem Tod
- Bonifaz Pinedo (?)
- José Pinedo (?)
- Bonifacio Pinedo, gestorben 1954 oder 1960, Monarch von 1932 bis zu seinem Tod
  - Aurora Pinedo, älteste Tochter von Bonifacio, führte das Königshaus von 1954/1960 bis 1992, zählt aber nicht als Monarchin
- Julio Pinedo, ältester Sohn Auroras, geboren 1942 oder 1953, Monarch seit 1992, 2007 offiziell von Bolivien anerkannt
- Rolando Pinedo, geboren 1994, Sohn (oder Adoptivsohn?) von Julio, designierter Kronprinz